# Palazzo Barbarigo Nani Mocenigo

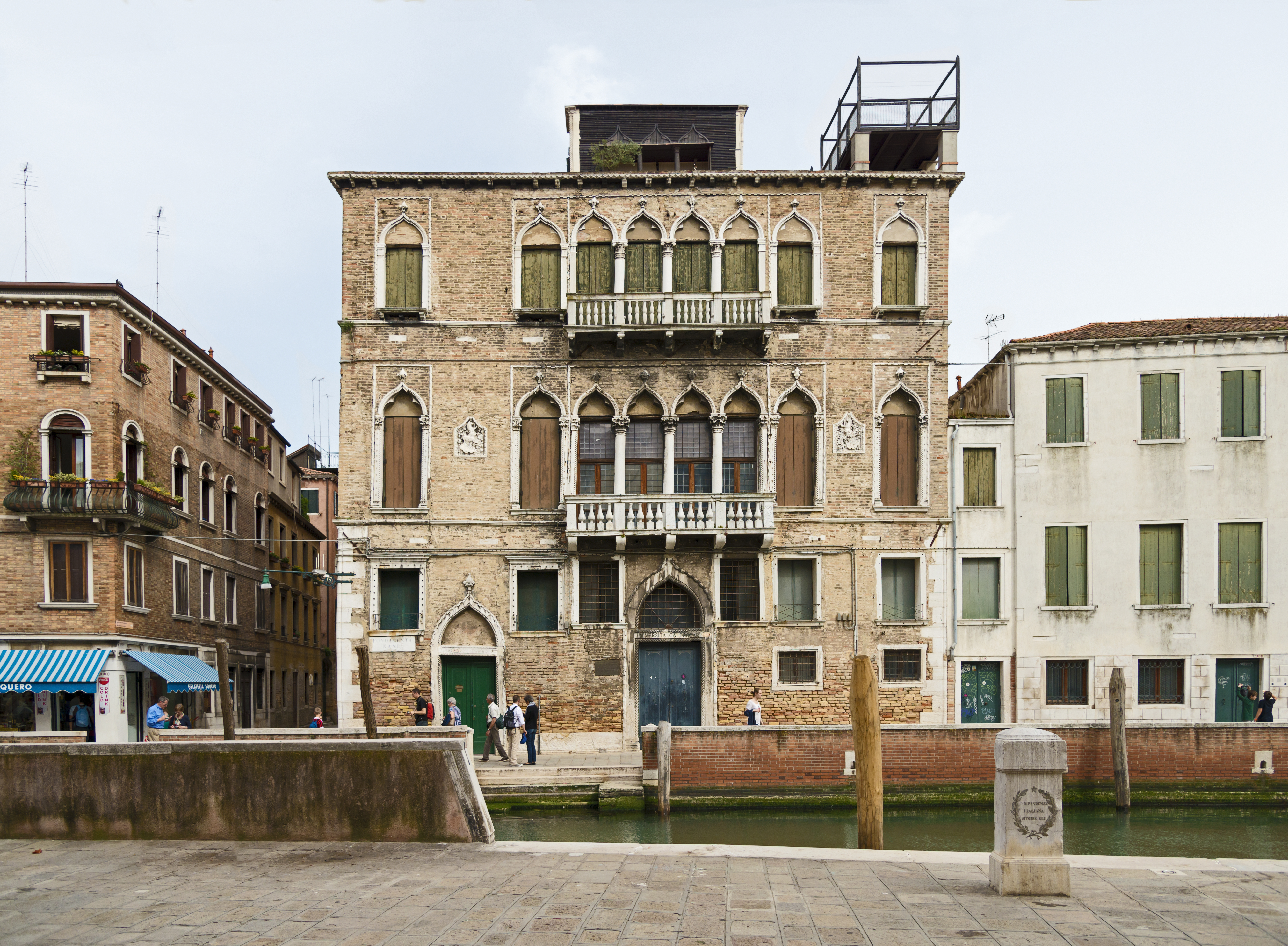
Palazzo Barbarigo Nani Mocenigo

Palazzo Barbarigo Nani Mocenigo ist ein Palast in Venedig in der italienischen Region Venetien. Er liegt im Sestiere Dorsoduro am Fondamento Nani mit Blick auf den Rio di San Trovaso gegenüber der Slipanlage Squero San Trovaso.

## Geschichte
Der Palast geht auf das 15. Jahrhundert zurück und war die Residenz der Familie Barbarigo.
Er war Teil der Mitgift, die Elena Barbarigo, Tochter des Dogen Agostino Barbarigo, in die Ehe mit Giorgio Nani mitbrachte. Von dem Paar fiel der Palast an den Sohn Bernardo Nani, Begründer des Familienzweiges „di San Trovaso“.
In der ersten Hälfte des 19. Jahrhunderts starben die Nanis di San Trovaso aus und in den Komplex zogen die entfernten Verwandten Nani Mocenigo ein, die vorher in einem Palast am Fondamenta di Cannaregio gewohnt hatten.
Ein Teil des Gebäudes gehört noch diesem Familienzweig, wogegen den anderen die Universität Venedig gekauft hat, die dort ihren „Lehrstuhl für Italianistik“ mit angeschlossener Bibliothek untergebracht hat. Seit 2007 wurde der humanistische Zweig der „Fakultät für Sprachen und Philosophie“ im Palazzo Malcanton Marcorà zusammengefasst und der Palast stand leer und wurde gelegentlich an „gehobene“ Touristen vermietet.

## Beschreibung
Der Palast ist ein perfektes Beispiel gotischer Architektur im Venedig des 14. und 15. Jahrhunderts, die ihre höchste Vollendung im Ca’ Bernardo findet.
Die Fassade über drei Vollgeschosse und ein Mezzaningeschoss hat im Erdgeschoss zwei gotische Portale, in der Mitte das größere und das kleinere auf der linken Seite. Die beiden Hauptgeschosse in der Mitte Vierfachfenster, die von je zwei Paaren von Einzelfenstern flankiert werden. Alle Fenster sind mir Kielbögen versehen. Die Vierfachfenster sind mit vorspringenden Balkonen ausgestattet.
Auf der rechten Seite des Daches ist eine Terrasse angebracht, von der aus man einen guten Blick auf die Kirche San Trovaso und die gegen um den Canale della Giudecca hat.